# Manja Schochat

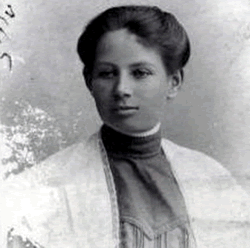
Manja Schochat (ca. 1900)

Manja Wilbuschewitsch / Wilbushewich Schochat (auch: Mania Wilbuszewicz / Wilbuschewitz / Wilbushewich Schochet; * 1880 auf dem Gut Łosośna bei Grodno, Russisches Polen, heute Belarus; † 17. Februar 1961 in Kfar Giladi, Israel) war eine führende Zionistin aus vornehmer aristokratischer Familie. Zusammen mit ihrem Mann Israel Schochat gründete und leitete sie die Organisation HaSchomer.

## Leben
Manja Schochat verließ als Jugendliche das Haus ihres wohlhabenden Vaters und bereiste Amerika, um Geld für die Chaluzim zu sammeln. In Paris und London trat sie mit Nordau und Zangwill sowie mit den führenden Poale Zion in Verbindung. Später verdingte sie sich als Arbeiterin in der Fabrik ihres Bruders in Minsk, um die Lebensbedingungen der Arbeiter aus eigener Erfahrung kennenzulernen. Dort trat sie in Verbindung mit revolutionären Kreisen und wurde im Sommer 1899 verhaftet. Im Gefängnis begegnete sie dem Chef der Moskauer Geheimpolizei, Sergej Wassiljewitsch Zubatow (1864–1917), welcher ihr die Idee nahelegte, eine Arbeiterbewegung zu gründen, welche gegenüber dem Zaren loyal sein sollte und von der Polizei unterstützt würde (sogenannter "Polizeisozialismus" bzw. Zubatowschtschina). Zubatow argumentierte, die Errichtung einer jüdischen Arbeiterpartei unter behördlichem Schutz, die sich ausschließlich beruflichen und wirtschaftlichen Fragen widmen und auf politische, regimefeindliche Aktivitäten verzichten würde, wäre ein Segen für die jüdischen Massen und würde für die Juden zu einer Erweiterung ihrer Bürgerrechte führen. Unter Zubatows Einfluss beteiligte sich Manja Wilbuschewitsch an der Gründung der "Jüdischen unabhängigen Arbeiterpartei" im Sommer 1901. Die in dieser Partei organisierten Arbeiter und die von ihnen ausgerufenen Streiks waren zunächst erfolgreich, weil sie mit der Unterstützung von Agenten der russischen Geheimpolizei rechnen konnten. Sie stießen jedoch auf den Widerstand des Bund und anderer jüdischer sozialistischer Gruppen.
Die geänderte Regierungspolitik gegenüber Zubatows Projekten und der Einfluss des Pogroms von Kischinjow im Jahre 1903 führten die Partei in eine ausweglose Situation, so dass sie sich im Sommer desselben Jahres selbst auflöste. Nach einer schweren Krise folgte Manja einer Einladung ihres Bruders Nachum Wilbuschewitsch zu Beginn des Jahres 1904 nach Erez Israel, wo sie ein Jahr lang das Land bereiste und zur Schlussfolgerung kam, dass eine jüdische Arbeiterklasse nur infolge kollektiver landwirtschaftlicher Besiedlung entstehen könnte. 1907 bereiste sie Europa und die Vereinigten Staaten, um die Bedingungen in verschiedenen kommunistischen Siedlungen zu erforschen. Nach ihrer Rückkehr trat sie in den Kreis der Bar Giora-Mitglieder, der von Israel Schochat geleitet wurde. Unter ihrem Einfluss ließen sich die Mitglieder auf einem Gut bei Sejera (Ilanija) nieder und bewirtschafteten es auf kollektiver Basis. Dies war das erste Experiment kollektiver Besiedlung in Erez Israel.
1908 heiratete sie Israel Schochat und gründete mit ihm zusammen im Jahr darauf HaSchomer. In der Organisation wurde sie zu einer leitenden Figur. 1915 wurden sie und ihr Mann von den türkischen Behörden nach der türkischen Stadt Bursa verbannt. 1919 kehren beide nach Palästina zurück. 1921 besuchte Manja als Mitglied der ersten Delegation der neu gegründeten Histadrut die USA. In den folgenden Jahren widmete sie sich den Tätigkeiten des "Arbeiterbataillons" (Gedud ha-Avoda) und war nach dessen Auflösung im Kibbuz Kfar Giladi tätig. 1930 gehörte sie zu den Gründern der Liga für jüdisch-arabische Freundschaft. 1940 schloss sie sich der Mapam-Partei an und ließ sich in Tel Aviv nieder. Sie veröffentlichte ihre Memoiren in Divre Poalot ("Worte der Arbeiterinnen", 1930), Kovez ha-Schomer ("Sammlung des Schomer", 1937) und Sefer ha-Schomer ("Buch des Schomer, 1957).